# Robin Page
Pour les articles homonymes, voir Page.
Robin Frederick Page était un peintre et sculpteur né le 2 novembre 1932 à Londres en Grande-Bretagne, et mort le 12 mai 2015 au Canada. En tant que professeur, il était affilié à diverses académies des arts en  Allemagne.
Page est connu comme l'un des leaders du mouvement artistique Fluxus et a été le fondateur du mouvement artistique Jape Art. Il travaillait sous son propre nom, mais aussi sous le pseudonyme Bluebeard.